# José María Conget Arizaleta
José María Conget Arizaleta (Tauste, Zaragoza, 11 de noviembre de 1926 - Pamplona, 18 de octubre de 2001) fue un obispo español.

## Biografía
Nació en Tauste (Zaragoza) el 18 de noviembre de 1926, pero desde niño vivió en Pitillas. De padre taustano y madre pitillesa, se crio en Pitillas en la casa materna, al morir su padre muy joven, junto a sus hermanas Ana María y María Pilar.

### Sacerdote
Ordenado sacerdote el 23 de julio de 1951 en la Iglesia Parroquial de San Pedro Apóstol de Pitillas, desempeñó el ministerio sacerdotal como coadjutor de Estella, director de la Casa de Ejercicios, vicerrector del seminario, párroco de San Fermín (1974-1979) y San Miguel (1979-1990), y vicario episcopal de la archidiócesis de Pamplona. En 1967 obtuvo la licenciatura en teología por la Universidad Pontificia Comillas.

### Obispo
El 7 de marzo de 1990 el Santo Padre Juan Pablo II le nombra obispo de Jaca; recibiendo la ordenación episcopal el 21 de abril del mismo año por el nuncio Mario Tagliaferri y coconsagradores José María Cirarda Lachiondo y Elías Yanes (entonces arzobispos de Pamplona y de Zaragoza, respectivamente). Según los fieles y los sacerdotes de Jaca fue un gran obispo.
En la Conferencia Episcopal Española destacó sobre todo en el Apostolado Seglar, en los Movimientos de Acción Católica y en "Manos Unidas", donde fue Presidente del Comité Rector de 1991 a 1998. Hasta estos momentos era obispo Consiliario General de la Acción Católica, cargo que desempeñaba desde 1991, y obispo miembro de la Comisión Episcopal de Apostolado Seglar (CEAS), desde 1990.

### Fallecimiento
Falleció de cáncer el 18 de octubre de 2001, a las 7 de la mañana, en la Clínica Universitaria de Navarra (Pamplona). El funeral fue celebrado en la Catedral de Jaca por Mons. Elías Yanes. Sus restos mortales descansan en la Capilla de San Miguel de dicha catedral por voluntad propia. Semanas antes, le mandó una nota al entonces obispo de Huesca, Monseñor Javier Osés Flamarique, también ingresado en la misma clínica, en la que le escribió: «Javier, nos veremos en el cielo». El 22 de octubre del mismo año -cuatro días después de su óbito- también falleció Osés, el obispo oscense.

## Reconocimientos
- Hijo predilecto de Tauste (6 de mayo de 2004) dedicándole la ciudad una avenida también.